# Wallace Collection (band)
Wallace Collection was een Belgische rockband die furore maakte met hun album “Laughing Cavalier” (1969). Het album werd opgenomen in de Abbey Road Studios en werd een succes, mede dankzij de single Daydream die een nummer 1-hit werd in meer dan 20 landen. Artiesten als Claude François, Beta Band, Paul Michiels en I Monster maakten van ‘Daydream’ hun eigen versie en scoorden er een hit mee. Van de single werden twee miljoen exemplaren verkocht. Ook Portishead heeft in hun single 'Glory Box' een sample gebruikt van 'Daydream'.

## Geschiedenis
Het sextet bestond uit begenadigde muzikanten die elk een verschillende muzikale achtergrond hadden. Sylvain Vanholme en Freddy Nieuland maakten eerder deel uit van de band Sylvester's Team. Zij zorgden voor de popinvloeden in de songs van Wallace Collection, terwijl invloeden uit jazz en klassieke muziek aan de sound werden toegevoegd met de komst van toetsenist Marc Hérouet en de klassiek geschoolden Raymond Vincent (viool) en Jacques Namotte (cello). Vincent en Namotte maakten eerder deel uit van het Nationale Philharmonisch Orkest. Samen konden ze meer dan twintig instrumenten bespelen, waardoor ze geen beroep moesten doen op andere studiomuzikanten bij de opnames.
Tussen 1970-1971 ondernam Wallace Collection een Europese tournee en deden ze alle grote Europese festivals aan. Tijdens hun Amerikaanse tournee traden ze op in Peru, Venezuela en Mexico. Een hoogtepunt uit hun carrière was het concert in het uitverkochte Maracana-stadion in Rio voor meer dan 40.000 toeschouwers.
In 1970 componeerde Wallace Collection de soundtrack voor de Franse film “La Maison”. Datzelfde jaar bracht de band een tweede album uit, “Wallace Collection”. De songs Serenade en Love werden hits, net als Dear Beloved Secretary die de eerste plaats in de hitlijsten veroverde in onder andere Italië. Een jaar later schreven ze muziek voor de films "Un Beau Monstre" en "Les Intrus" met Charles Aznavour in de hoofdrol. Songs als ‘Stay’ en ‘My Way Of Loving You’ zagen zo het licht. Met deze soundtracks werd de band erg populair in Frankrijk en Italië.
De lange tournees wogen echter zwaar door en bevorderden niet bepaald de composities van de band, temeer daar de platenfirma blauwdrukken van de hit "Daydream" bleef vragen terwijl de band ook tot heel wat anders in staat was. De verschillende muzikale achtergronden van de muzikanten bemoeilijkten de situatie waardoor de band het uiteindelijk voor bekeken hield.

### Na de Wallace
Na het succes van Wallace Collection startte Raymond Vincent met de band Esperanto. In 1975 splitte de groep na drie albums ('Esperanto Rock Orchestra', 'Danse Macabre' en 'Last Tango' - alle op A&M) uitgebracht te hebben. Hij nam ook een album op met eigen composities en songs voor strijkkwartet en popband ('Métronome' op Izarra Records). Muzikaal komt dit weleens in de buurt van Wallace Collection alhoewel de muziek een heel stuk minder hitgevoelig is. De plaat bevat geen credits, maar voor de vocale nummers klinkt de zanger soms heel erg zoals Sylvain Vanholme. Dit ensemble trad ook op onder de naam 'Queen Elisabeth Chapel'. Keyboardspeler Marc Hérouet behaalde met Salix Alba gering succes in vergelijking met Sylvain Vanholme die met Two Man Sound enkele megahits scoorde. Sylvain Vanholme was en is producer van Belgische artiesten (The Machines, The Kids, Gorki, Jo Lemaire & Flouze en andere).
In 1981 verscheen plots het album 'Wallace Collection' met de ondertitel 'Tax Vobiscum / Take Life With A Grin'. Het bleek een project te zijn met de originele drummer Freddy Nieuland die ook de zang voor zijn rekening nam op de eerste kant van de plaat die o.a. de singles 'Tax Vobiscum' en 'Take Life With A Grin' bevatte. De credits vermelden naast Nieuland op twee nummers de namen Sabbe, Minarief, Colston en Marchese. Kant één bevat nummers die verwant zijn aan de muziek van vroeger, maar dan met de markante afwezigheid van Sylvain Vanholme. Kant twee bestaat uit twee lange instrumentale tracks. Voor de rest is er nauwelijks iets over deze plaat bekend. De groep vermeldt ze ook niet op haar website.
In 1991 werd de groep voor korte tijd heropgericht, in vrijwel de oorspronkelijke bezetting. Er verscheen een maxi op vinyl, "Velvet Moon" en op 13 februari '91 vond een zeer succesvol concert plaats in het Paleis voor Schone Kunsten in Brussel, waar naast de vroegere successen een aantal nieuwe nummers werd gespeeld.
Op 10 november 2005 kreeg Wallace Collection van Radio 2 en Sabam een prijs voor hun hit 'Daydream'. Op 9 december 2006 trad Wallace Collection op in het Antwerps Sportpaleis voor de 18de editie van The Golden Years naast The Troggs, The Hollies, The Tremeloes,Slade, Dave Dee, Dozy, Beaky, Mick & Tich en Chris Andrews. Op 1 oktober 2006 speelde Wallace Collection op de 0110-concerten in Brussel voor 20.000 mensen.
De line-up bestond tussen 2005 en 2007 uit Freddy Nieuland, Marc Hérouet, Sylvain Vanholme en Christian Janssens, aangevuld met violist Cédric Murrath (Hooverphonic) en cellist Frans Grapperhaus.
De oprichter, drummer en leadzanger van Wallace Collection, Freddy Nieuland, overleed op 10 januari 2008 op 63-jarige leeftijd aan de gevolgen van een slepende ziekte. Jacques Namotte, de oorspronkelijke cellist, overleed op 23 december 2012. Raymond Vincent overleed op 5 november 2018 op 75-jarige leeftijd.
Ter gelegenheid van het sinds december 2002 jaarlijks uitgezonden televisieprogramma Top 2000 à Go-Go op NPO 3 (ter aanvulling van de sinds december 1999 jaarlijks uitgezonden NPO Radio 2 Top 2000 van de Nederlandse publieke radiozender NPO Radio 2) ontmoette een aantal kernleden van de eerste bezetting van de Wallace Collection elkaar op 24 november 2009 in Brussel voor een mini-reportage rond het topic "wat is het mooiste nummer ooit gemaakt", die werd uitgezonden op 30 december 2009. Ook Jacques Namotte (de oorspronkelijke cellist) en David Mackay, producer van de eerste plaat ("Laughing Cavalier", met de hit "Daydream" op en opgenomen in de legendarische Abbey Road-studio's), waren aanwezig.
Mackay zei dat George Martin "Laughing Cavalier" het beste album vond van dat jaar.

## Discografie

### Albums en compilaties
- Laughing Cavalier (UK Parlophone/EMI, 1969) (1e lp)
- Wallace Collection (US Capitol, 1969)
- Serenade (FR EMI/Odéon, 1970) (2e lp)
- Wallace Collection [aka Serenade] (UK Parlophone/EMI, 1970)
- La Maison (Original Motion Picture Soundtrack, France Odéon/EMI, 1970) (3e lp)
- Daydream.Serenade.What's Going On... (MFP, 1975) (compilatie)
- Tax Vobiscum (Belgium Espera, 1981) (4e lp met enkel Freddy Nieuland van originele line-up)
- The Best Of… The Wallace Collection (Ariola, 1990) (enkel in Duitsland)
- Wallace Collection (EMI France, 1991) (enkel in Frankrijk)
- Candelights to Satellites (1992) (onuitgegeven album met nieuwe studio- en live titels)
- Live Concert with the Best of Wallace Collection (RM Records, 1999)
- Laughing Cavalier + Serenade (EMI Belgium, 2004) (cd bevat niet alle nummers van beide lp's)

### Singles
- Daydream/Baby I Don’t Mind (EMI, 1969)
- Rêverie/ Le Monde Est Fou (EMI, 1969)
- Love / Fly Me To The Earth (EMI, 1969)
- Dear Beloved Secretary / Hello Suzannah (EMI, 1969)
- Serenade / Walk On Out (EMI, 1970)
- We Gotta Do Something New / Where (EMI, 1970)
- Parlez-Moi d’Amour / Stop Teasing Me (Original Motion Picture Soundtrack from the movie “La Maison”) (EMI, 1970)
- Il Sorriso, Il Paradiso / Just A Little Matter (EMI, 1971)
- Stay / My Way Of Loving You (Original Motion Picture Soundtrack from the movie “Un Beau Monstre”) (EMI, 1971)
- You’re Gone / Hitting The Road (EMI, 1971)
- Like A Rose On The Table / Listen To My Song (EMI, 1971)
- Baby Love (Original Motion Picture Soundtrack from the movie “Les Intrus”) / Think About Tomorrow (EMI, 1971)
- Anthinea / Deep Down In My Bed (EMI, 1972)
- Les Avions Décollent / Mais Qui Sont Les Sauvages (met Jacques Hustin) (EMI, 1972)
- Take Life With A Grin / Together (EMI, 1980)
- Jack / Tax Vobiscum (Espera, 1980)
- Velvet Moon* / Politicians* (Wallace Collection, 1991)
- Velvet Moon / Velvet Moon (instrumental version) / Politicians / Politicians (instrumental version) (Wallce Collection, maxi single, 1991)
- Daydream 93 / Daydream (Concert Version) (Wallace Collection, 1993)

### NPO Radio 2 Top 2000
| Nummer met noteringen in de NPO Radio 2 Top 2000 | '99 | '00  | '01  | '02  | '03  | '04  | '05  | '06  | '07  | '08  | '09  | '10  | '11  | '12  |
| ------------------------------------------------ | --- | ---- | ---- | ---- | ---- | ---- | ---- | ---- | ---- | ---- | ---- | ---- | ---- | ---- |
| Daydream                                         | 978 | 1023 | 1340 | 1336 | 1336 | 1642 | 1770 | 1718 | 1597 | 1592 | 1976 | 1609 | 1816 | 1962 |

1. ↑  Een vetgedrukt getal geeft de hoogste notering aan.
2. ↑  Deze tabel is bijgewerkt tot en met de laatste editie (2024).